# Hincaster
Hincaster är en by och en civil parish i Cumbria, England. Orten har 195 invånare (2001).